# Hostal Nou (Morella)
L'Hostal Nou és un nucli de població del municipi valencià de Morella (els Ports). El 2009 tenia 40 habitants.
Situat al sud-est de la ciutat, a escassos dos quilòmetres d'aquesta a la dreta del riu Bergantes vora la carretera N-232. Als voltants del nucli s'han construït dos petits polígons industrials. L'Hostal Nou està inclòs dins la dena Segona del Riu, de la qual fa les funcions de capçalera o capital.